# Ira Heiden
Ira Heiden (22 de septiembre de 1966, Nueva York) es un actor estadounidense famoso por sus personajes llamado Will Stanton en la película A Nightmare on Elm Street 3: Dream Warriors. Otros papeles importantes incluyen filmes como Elvira, la dama de la Oscuridad y Timelock.

## Filmografía
- Timelock (1996)
- Dangerous Touch (1994)
- Father of the Bride (1991)
- Zapped Again! (1990) (V)
- Elvira, la dama de la Oscuridad (1988)
- Illegally Yours (1988)
- Student Exchange (1987) (TV)
- A Nightmare on Elm Street 3: Dream Warriors (1987)
- The B.R.A.T. Patrol (1986) (TV)